# Masters At Work
Masters At Work (MAW) är en musikgrupp som dels producerar egen housemusik, dels remixar andra gruppers låtar. MAW är en duo bestående av Kenny "Dope" Gonzalez och Little Louie Vega.
De har också producerat musik tillsammans under namnen KenLou, River Ocean och Nuyorican Soul.

## Diskografi

### Album
- 1993 The Album
- 1995 The Essential KenLou House Mixes
- 1996 Nuyorican Soul (under namnet Nuyorican Soul)
- 1998 The Remixes (under namnet Nuyorican Soul)
- 2000 The Tenth Anniversary Collection - Part I
- 2000 The Tenth Anniversary Collection - Part II
- 2001 Our Time is Coming